# Sepsis humeralis
Sepsis humeralis är en tvåvingeart som beskrevs av Enrico Adelelmo Brunetti 1910. Sepsis humeralis ingår i släktet Sepsis och familjen svängflugor. Inga underarter finns listade i Catalogue of Life.